# Irnsing
Irnsing  ist ein Gemeindeteil von Neustadt an der Donau im Landkreis Kelheim in Niederbayern.

## Lage
Das Kirchdorf liegt in einem Steilhang des nördlichen Donauufers gegenüber der Stadt Neustadt. Während der untere Teil des Ortes noch an den Altwassern der Donau liegt, befindet sich der obere Teil bereits auf den Anhöhen des hier beginnenden Jura. Regensburg ist in östlicher Richtung etwa 45 km, Ingolstadt in westlicher 30 km entfernt. München liegt ungefähr 95 km südlich des Ortes.

## Geschichte
Zum ersten Mal wurde der Ort im Jahre 900 als „Eringisingun“ erwähnt, dies bedeutet bei den Angehörigen des „Eringis“. „Eringisingun in pago Kelescove“ war im Kelsgau und in der Grafschaft des ersten Wittelsbacher Otto I. von Scheyern gelegen. Die zweite urkundliche Erwähnung folgte 1012, als der im nahen Bad Abbach geborene König Heinrich II., wie schon zuvor die Ortschaft Pförring, den Ort seinem neu gegründeten Bistum Bamberg mit allem Zubehör schenkte.
Irnsing war über die Jahrhunderte Sitz eines adeligen Hauses sowie eine eigenständige Hofmark, zu der eine stark befestigte Burg gehörte. Die Herren von Irnsing, welche sich nach „Irensingen“ und „Pferingen“ (Pförring) benannten, sind urkundlich von 1109 bis 1470 nachweisbar. Auf die „Irnsinger-Pförringer“ folgte das ritterbürtige Geschlecht der Prantl. Durch Heirat der Witwe des Hofoberrichters Franz Adam Prantl gelangte der Besitz um 1690 an Marquard Ludwig Ferdinand Freiherr von Nothaft. Nach dessen Tod ging der Güterkomplex auf die Cammerloher von Weiching über, welche die Niedergerichtbarkeit auch über den Ort Hienheim ausübten. Unter Josef Freiherr von Speidel von Adlerskron, der Erbe des 1774 verstorbenen Marquard Eustachius von Cammerloher, gingen die Gerichtsbefugnisse kurzfristig an die Gerichte Kelheim und Neustadt verloren. 1783 erwarb der Kämmerer und Pfleger von Mindelheim, Reichsfreiherr von Lerchenfeld, die Sitze Irnsing und Hienheim und erhielt damit die damit verbundenen Jurisdiktionsbefugnisse zurück. Durch Vermählung mit Anna Reichsfreiin von Lerchenfeld ging der Besitz an Major Joseph Freiherrn von Schleich über, welcher im Russlandfeldzug von 1812 in russische Kriegsgefangenschaft geraten war. Im Jahre 1822 kaufte der königliche Kämmerer Franz Freiherr von Gruben die Hofmark Irnsing. Bis zur Aufhebung der gutsherrlichen Gerichtsbarkeit im Jahre 1848 blieb sie in seinem Besitz.
Die Burg Irnsing wurde im 17. Jahrhundert abgetragen und an deren Stelle die jetzige Dorfkirche errichtet. Durch Umbau des danebenstehenden Sedelhofes entstand das Schloss Irnsing, welches heute noch als stattliches dreigeschossiges Gebäude mit Halbwalmdach die Silhouette des Ortes überragt. Die Burgumfassungsmauern sind im unteren Teil des Kirchenhügels noch erhalten.
Eine nordöstlich auf einer Anhöhe unmittelbar an der Donau gelegene, etwa drei Hektar große Wallanlage, die so genannte Bürg oder Irnsinger Römerschanze wurde lange Zeit für die Überreste eines Römerkastells gehalten. Die Reichs-Limeskommission fand im Rahmen von Grabungen jedoch keinen einzigen Hinweis auf einen römischen Ursprung und vermutete, dass die Bürg eine Fliehburg gegen die Ungarn aus dem 9. oder 10. Jahrhundert darstellt. Wegen der Mörtelung der im Inneren des Walles vorgefundenen Mauer wird die Anlage derzeit in das beginnende Hochmittelalter datiert; ferner wird, weil die Befestigung bis auf Donauniveau hinabreicht, auf die Möglichkeit der Nutzung als Hafenanlage hingewiesen.
Im ausgehenden Mittelalter war Irnsing für seinen Weinanbau bekannt. Terrassenförmig angelegte Felder in den Donauhängen und Flurbezeichnungen erinnern noch daran.
Am 1. Januar 1978 wurde die bis dahin selbständige Gemeinde in die Stadt Neustadt an der Donau eingegliedert.

## Kirche
Die Expositurkirche Mariä Geburt entstand im frühgotischen Stil und wurde im 18. Jahrhundert mit barocken Elementen versehen.

## Wirtschaft und Infrastruktur
Das Dorf beheimatet einige Handwerksbetriebe, ist ansonsten jedoch stark land- und forstwirtschaftlich geprägt. In den vergangenen Jahren wurden Wohngebiete ausgewiesen.

## Persönlichkeiten
- Franz Xaver Steindl (* 3. Mai 1858 in Irnsing), langjähriger Bürgermeister von Irnsing, Mitglied des Deutschen Reichstags.